# 윈드스케일 화재

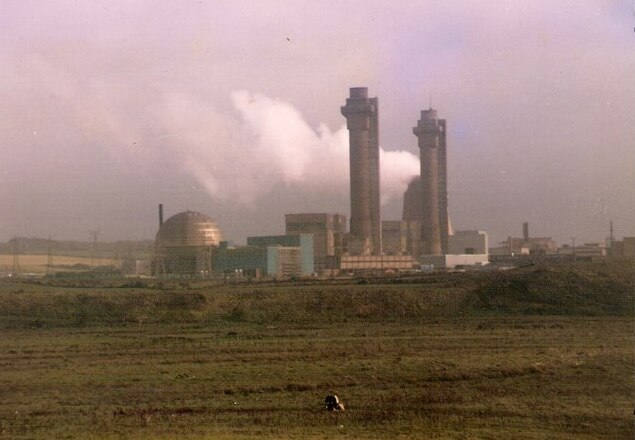
1985년 당시 윈드스케일 원자로(중간과 오른쪽)

1957년 10월 10일 일어난 윈드스케일 화재 사고는 영국 역사에서 최악의 원자력 사고였으며, 국제 원자력 사고 등급에서 5등급을 받은 사고이기도 하다. 사고가 일어난 윈드스케일 원자로는 영국 핵무기 프로젝트에 의해 빠르게 건설되었으며, 윈드스케일 원자로 1호기는 1950년 10월에, 2호기는 1951년 6월에 가동에 들어갔다. 윈드스케일 화재 사고는 컴버랜드의 윈드스케일(현재 컴브리아주 셀라필드)에 건설된 1호기 노심에서 불이 나, 잔여 방사성 물질이 외부로 누출된 사고이며, 이때 갑상선 암을 일으키는 아이오딘-131이 누출되어, 사고 이후 추산 240명에게 갑상선 암이 발병하였다. 이 사고로 아무도 소개되지 않았지만, 주변 500 제곱킬로미터 내의 우유는 1달 내에 폐기처분 되었다.

## 윈드스케일 원자로

윈드스케일 원자로 1호기의 디자인

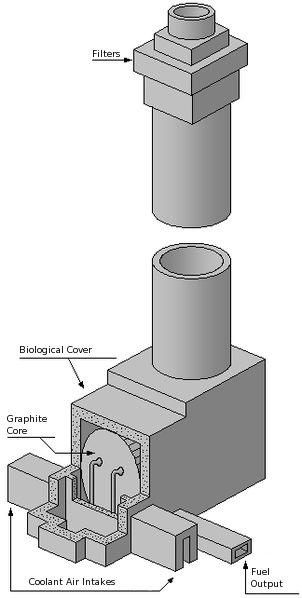
윈드스케일 원자로의 단면도

제2차 세계대전이 끝나고, 영국정부는 새로운 군비경쟁에 뛰어드는걸 더 이상 기다릴수 없다고 판단하고, 핵무기 프로젝트를 빠르게 진행시켜나갔다.
핵무기 프로젝트의 일환으로, 컴버랜드 시스케일의 자그마한 마을에 윈드스케일 원자로 1,2호기가 건설되었다. 이들 원자로는 서로 수십 미터 떨어져 있었으며 거대한 콘크리트 건물안에 원자로가 장치되어 있었다. 이들 원자로는 흑연을 감속재로 쓰고, 핵연료에서 발생한 열을 식히기 위해 공기를 냉각재로 사용한 원자로였다. 차거운 공기는 여러 거대한 환풍기에 의해 들어갔으며, 원자로를 식힌 뜨거운 공기는 노심 반대편으로 나와 굴뚝으로 배출되었다. 굴뚝 맨 위에는 존 콕크로프트가 명령하여 설치한 필터가 장착되어 있었다. 기술자들은 이 필터가 매우 쓸모없고 돈과 시간을 잡아먹는다고 생각하였으며, 또한 120미터짜리 굴뚝 공사 막바지에 꼭대기에 이것을 올리기 위해 골머리를 싸맸다. 이런 이유로 그들은 필터에 "콕크로프트의 어리석음"이란 이름을 붙여줬으나, 이 콕크로프트의 어리석음은 윈드스케일 화재 참사를 재앙으로까지 가는 것을 예방하였다.

### 노심 디자인
원자로는 고체 흑연노심으로 만들어졌으며, 흑연에 뚫은 수평 통로로 우라늄과 동위원소 카트리지를 넣어, 중성자 조사로 인한 동위원소 생산과 더불어 플루토늄을 생산해 내었다. 연료와 동위원소 카트리지는 노심 앞쪽의 "장전면"으로 삽입되었으며, 사용후 연료는 "퇴출면"으로 밀어 나왔으며, 퇴출면 쪽에 장착된 물이 흐르는 통로로 냉각과정과 더불어 카트리지를 재처리 공정으로 옮겼다.

#### 연료 카트리지
알루미늄카트리지 내에 농축시키지 않은 금속 우라늄이 들어있었으며, 카트리지에는 재처리 공정중 연료를 냉각시키기 위한 냉각핀이 달려있었다. 플루토늄은 무기급으로 쓰기 위해, 무거운 플루토늄 동위원소(240Pu, 241Pu 등)는 원자로내에서 연소시켜 비중을 줄였다.

#### 동위원소 카트리지
금속 카트리지 안엔 중성자를 조사시켜 동위원소를 제작하려 하였다. 아래에는 만들려고 한 동위원소와 생산을 위한 재료 목록이 있다. 여기서 생산한 동위원소중 폴로늄-210가 사고로 방출되어 일반인의 방사능 집단 피폭에 가장 큰 기여를 하였다.
- 리튬-마그네슘 합금: 삼중수소
- 알루미늄 질화물: 탄소-14
- 포타슘 염화물: 염소-36
- 코발트: 코발트-60
- 툴륨: 툴륨-170
- 탈륨: 탈륨-204
- 비스무트 산화물: 폴로늄-210
- 토륨: 우라늄-233

### 위그너 에너지
윈드스케일 원자로를 건설할때, 영국은 미국이나 소련과 다르게 흑연이 중성자를 흡수하면 일어나는 반응에 대한 약간의 지식이 있었다. 헝가리계 미국 물리학자인 유진 위그너는 흑연이 중성자 조사를 받으면 표면의 결정이 흐트러지면서 중성자의 위치 에너지를 보유하는걸 발견했다. 이 축적된 에너지는 자연적으로 갑자기 강한 열로 방출될수 있다. 윈드스케일 2호기가 건설이 다 끝나고 가동중일 때 노심온도가 이상하게 증가하는 일이 있었고, 이는 위그너 에너지의 방출때문이라고 추정되었다. 이를 염려한 영국 과학자들은 위그너 에너지를 안전하게 방출할 수 있는 방법을 찾기 시작하였다. 유일한 해결책은 어닐링 과정인데, 흑연 노심 온도를 250도까지 올리면 흐트러진 원자가 다시 결정으로 돌아온다는걸 발견한 것이다. 어닐링 과정은 위그너 에너지가 축적되는걸 방지하였지만, 모니터 장치와 더불어, 원자로와 냉각장치 같은 부수장치들은 이에 대한 디자인이 전혀 안되어있는 상태였다. 시간이 지나면서 어닐링 과정은 약간씩 변경되었으며 어려워졌으며, 몇몇 포켓의 위그너 에너지는 어닐링 과정을 거쳤는데도 불구하고 없어지지 않고 남아있기도 하였다.
사고동안 흑연 감속재가 제일 많이 탔다고 알려져 있었으나, 사실은 우라늄 연료가 더 많이 탔다. 2005년의 조사에서 흑연에서 부분적인 손상을 입은 곳은 불탄 연료 카트리지 주변으로 밝혀졌다. 어닐링 과정은 원래 계획되지 않았기에, 원자로에 설치된 열전대는 어닐링 과정을 모니터링 하지 않고 일반적 가동만을 모니터링 하였다. 이로 인해 노심의 높은 온도를 나타내는 지역을 알지 못했다. 또한 현재 사용되는 산화 우라늄 연료와 달리 그때 사용던 금속 우라늄은 산소와 만나 쉽게 불이 붙었다. 또한 화재가 발생하였을 때 냉각을 위해 집어넣은 공기는 방사성 동위원소를 머금은채 필터를 통과하여 환경에 노출되었다.

### 동위원소 카트리지
다음과 같은 물질들이 중성자 조사로 방사성동위원소를 만들기 위해 금속 카트리지에 넣어졌다. 이중 폴로늄-210의 누출로 인해 일반 대중들의 피폭량을 더 늘렸다.
- 리튬-마그네슘 합금: 트리튬(삼중수소)
- 질산화 알루미늄: 탄소-14
- 염화 칼륨: 염소-36
- 코발트: 코발트-60
- 툴륨: 툴륨-170
- 탈륨: 탈륨-204
- 산화 비스무트: 폴로늄-210
- 토륨: 우라늄-233

## 사고

### 용도 변경
영국은 1958년 미국과 핵무기 협정을 맺기위해서 기술적인 동등함을 보여줄 필요가 있었다. 핵실험이 성공적으로 끝나자, 미국은 트리튬을 사용하는 수소폭탄을 개발하여 성공시켰다. 이에 윈스턴 처칠은 수소폭탄을 만들수 있다고 공언하면서 이를 위해 빠듯한 일정을 과학자들에게 넘겼다. 영국은 삼중수소를 생산하는 공장이 없어서 윈드스케일 원자로를 이용하기로 한다. 그래서 원자로에다가 리튬-6을 넣어서 원자로의 중성자로 트리튬을 만들기로 하였다. 높은 중성자 속도는 플루토늄을 제작하는데 필수 불가결이기에, 열기를 빼는 알루미늄 연료 카트리지의 냉각 핀의 크기를 줄여버렸다. 이로 인해 알루미늄은 중성자를 덜 흡수하게 되었다. 윈드스케일 원자로를 넘는 트리튬 제조 사양으로 인해, 트리튬은 안전을 감소하여 생산하였다. 그후 트리튬을 윈드스케일 파일 1에서 빼내는데 성공하고, 열 문제는 뒷전으로 미뤄졌지만 원자로의 온도가 설계 이상으로 상승하자, 이에 과학자들은 노심의 열 정규 분포를 바꾸었고, 이로 인해 파일 1에 열점이 발생하게 되었다. 거기다가 원자로의 열을 재는 열젼대는 바뀐 열 정규 분포대로 설치되지 않아 원자로의 뜨거운 점의 온도를 재지 못하였으며, 잘못된 측정 값을 뱉어내게 되었다.

### 점화
1957년 10월 7일, 윈드스케일 파일 1의 어닐링 과정을 위해 냉각 팬에 적은 전기를 흘리고, 원자로를 낮은 출력하에 놔두었던 다음날, 애널링 과정이 끝나고 출력을 올렸다. 어닐링 과정 중 제어봉이 원자로 안에 들어갔었지만, 위그너 에너지가 제대로 노심에 퍼지지 않았으나 너무 일찍 빼 버렸다. 운전자들은 다시 제어봉을 빼고 다시 원자로를 뜨겁게 하여 애널링 과정을 끝내려고 하였다. 제대로 알려지지 않았으나, 두번째 가열이 화재를 일으킨 것으로 추정하고 있다. 공식 보고서에서는 우라늄 카트리지가 열린후에 산화되면서 과열되면서 화재를 일으킨 것이라 봤지만, 그러나, 최근 보고서에서는 마그네슘/리튬 카트리지가 화재를 일으켰다고 보고 있다. 여튼, 그때 위그너 에너지가 빠지는 순조로운 온도 상승이 보였다.
10월 10일 아침 일찍, 뭔가 이상한 일이 터졌다. 원자로 온도가 위그너 에너지를 내보낸 후 서서히 내려갔으나, 열전대 측정값으로는 모호했으며, 한 열전대에서는 온도가 올라간다고 나타났다. 이에 열기를 식히기 위해 공기흐름을 증가시켰다. 이로 인해 많은 산소가 들어가 불이 났으며, 많은 방사성 물질들이 연기에 실려 굴뚝으로 갔다. 그후 제어실에서 배출 하는 방사선 모니터의 값이 고도점을 찍고 있는 것을 발견하였다. 이에 먼저 쓰여진 가이드라인에 따라, 감독자는 비상사태를 발령하게 된다.

### 화재
운전자들은 원격 측정기로 원자로 상태를 파악하려 했지만, 방해받았다. 부 원자로 관리자였던 톰 허긴스(Tom Hughes)는 원자로를 직접 보는 것을 제안하였고, 이에 그와 다른 운전원은 보호 장구를 입고, 원자로의 투입구 쪽으로 갔다. 연료 채널의 측정 플러그는 빠져나왔고, 근처의 열전도는 높은 온도를 기록하였으며, 연료가 빨갛게 물들어 있는 것을 보게 된다.
이렇게 해서 원자로에 화재가 난 것은 기정사실이 되었고, 불은 48시간 동안 진행되었다. 원자로 관리자였던 톰 투호이(Tom Tuhoy)는 보호복과 호흡 장치를 착용하고 원자로 건물의 24.384미터(80 피트)위에서 배출면을 조사하였다. 여기서 그는 음산한 붉은빛이 원자로 뒤와 더불어 뒤쪽 격납용기에까지 보였다고 보고서에 작성했다. 그는 고온으로 인한 콘크리트 붕괴를 막기 위해 화재중 여러 번 배출면과 콘크리트 격납용기의 뒤쪽을 왔다 갔다 하였다.

### 초기 화재 진압 시도
운전자들은 불이 난것에 대해 확신이 없었다. 처음 그들은 불을 끄기 위해 냉각 팬을 최대로 작동하였지만, 이는 불난데 부채질한 꼴이었다. 톰 허긴스와 그의 동료들은 그나마 멀쩡한 카트리지를 빼서 방화선을 만들었으며, 톰 투호이는 몇몇 녹은 카트리지를 곤봉으로 밀어 물길에 방출하는 것을 제안하였다. 그러나 연료봉은 아무리 힘을 가해도 물길로 떨어지지 않았다. 빼기 위해 넣은 막대기는 끝이 뜨거워졌으며, 막대기는 녹은 금속을 떨어트리기 시작했다. 허긴스는 이게 녹은 방사성 우라늄이라는 사실을 알았고, 이로 인해 장전 호이스트 자체에 심각한 방사선 문제를 끼쳤다는 것을 알게 되었다.
"그것(노출된 연료 채널)은 하얗게 되어 있었죠," 허긴스와 호이스트를 조작한 동료가 말했다 "이건 정말 하얗게 불타고 있었어요. 아무도, 제 말은, 아무도 정말로 얼마나 뜨거울 수 없다는 걸 믿을 수 없을 정도로요"

### 이산화탄소 투입
그 후에 운전원들은 불을 진압하기 위해 이산화탄소를 넣었다. 새로 건설한 콜더 홀 원자로에는 갓 도착한 25톤의 액체 이산화탄소가 있었고, 이걸 임시변통으로 윈드스케일 파일 1에 집어넣었다. 그러나, 화재를 진압하기엔 미흡한 양이었다. 불길이 워낙 강해서 이산화탄소에서 산소를 분리하여 연소시켰기 때문이다.
"그래서 우리는 이산화탄소를 넣었지요" 허긴스가 말했다. "그리고 우리는 초라하게 작은 이산화탄소 튜브를 갖고 있었다는 것과 더불어 이것이 아무런 희망도 없다는 걸 알게 되었죠."

### 물 투입
10월 11일 금요일날 아침에, 화재는 더 심해졌고, 11톤의 우라늄은 번쩍거렸다. 온도는 더욱 높아져 갔고 (한 열전대는 1300도를 기록했다) 그리고 원자로의 생물학적 방호벽이 붕괴될 위험에까지 처했다. 이런 위기에서 운전원들은 물을 집어넣었다. 이는 위험성이 있었는데, 녹은 금속 산화물이 물과 접촉하여 물을 산소와 수소로 바꾸어 날아가거나 아니면 폭발하여 약해진 구조물을 날릴 수 있었기 때문이다. 다른 옵션이 없던 탓에 운전원들은 이 계획을 실행했다. 12개가 넘는 소방 호스가 동원되었고, 노즐이 끊어졌고 호수 선줄은 급조된 연료 채널이 있는 불의 심장부에 몇 미터 떨어지지 않은 막대에 연결되었다. 투호이는 다시 원자로 차폐 위로 올라간 후 물을 부어넣으라고 명령했고, 압력이 증가함에 따라 수소폭발의 징후가 있는지 확인했다. 그러나, 물로는 화재 진압에 어려움이 있어서 추가 조치가 필요했다.

### 공기 차단
그리고 톰 투호이는 자신을 제외한 모든 사람들을 원자로 건물에서 나가게 하고, 소방대장에게 원자로로 가는 모든 환기장치와 냉각장치를 끄게 했다. 투호이는 여러번 올라가 서서히 사그라드는 불을 관찰하였다. 한번 그가 조사하러 갔을때, 그는 금속 후크가 떨어진 노심 반대편의 조사용 판을 발견하게 된다. 이것을 그가 보고하기를, 어디에서든 공기를 빨아들이려는 화재 때문으로 보고 했다.
"그때 난 불이 굴뚝에서 공기를 빼내려고 하고, 화재를 계속 유지시키리라는 것을 알았죠" 그는 나중에 인터뷰에서 이걸 지적했다.
마침내 그는 검사 판을 떼어내었으며, 죽어가는 불을 환영했다.
"불길이 먼저 없어진 후에 달궈져 있던 것이 죽기 시작했죠" 그가 설명했다. "전 불이 완벽하게 꺼질 때까지 몇 차례나 왔다갔습니다. 전 희망적인 쪽에 서 있었죠" 그는 덧붙였다 "그러나, 당신이 꺼진 원자로 노심 앞에 가게 되면 많은 방사선을 받게 될 것입니다"
물은 원자로가 완전히 식을 때까지 24시간 동안 계속 틀어놓았다.
원자로 탱크 자체는 사고 인후 봉인되었으며, 아직도 15톤 정도의 우라늄 연료를 품고 있다. 아직도 남은 연료가 불안해지면 자연발화성 수소화 우라늄이 다시 불을 낼 수 있다고 생각했기 때문이다. 그러나 사고 이후 제염에 필요한 후속 연구에서 이런 가능성은 배제되었다. 윈드스케일 파일 1은 2037년까지 최종 제염작업을 상정해두고 있지 않고 있다.

## 사고 후

### 방사성 물질 누출
이 사고로 인해 방사성 물질이 영국과 유럽에 뿌려졌다. 윈드스케일 화재로 740 테라베크렐 (2만 퀴리)의 아이오딘-131과 22 테라베크렐(594 퀴리)의 세슘-137, 제논-131 1만 2천 테라베크렐(324,000 퀴리), 기타 방사성핵종이 누출되었다. 나중에 작성된 데이터는 영국과 전세계로 퍼진 방사성 물질이 더 많을 수 있다고 시사하고 있다.
| 종류         | 윈드스케일 | 스리마일섬 원자력 발전소 사고 (Windscale과 비교) | 체르노빌 사고 | 후쿠시마 제1 원자력 발전소 사고 (대기중) |
| ------------ | ---------- | ------------------------------------------------ | ------------- | ---------------------------------------- |
| 아이오딘-131 | 740        | 더 적음                                          | 1,760,000     | 130,000                                  |
| 세슘-137     | 22         | 더 적음                                          | 79,500        | 35,000                                   |
| 제논-133     | 12,000     |                                                  | 6,500,000     | 17,000,000                               |
| 제논-135     |            | 윈드스케일의 25배                                |               |                                          |
| 스트론튬-90  |            | 더 적음                                          | 80,000        |                                          |
| 플루토늄     |            |                                                  | 6,100         |                                          |

### 건강
당시 사로고 인해 아이오딘-131이 누출되었는데, 아이오딘-131은 반감기가 8일밖에 안되지만, 사람의 갑상선에 흡수되어 저장된다. 이로 인해 아이오딘-131은 갑상선암을 일으킬수 있다. 이 결과로 200건의 갑상선암이 발생되었다고 추산했으나, 최근 240건으로 상승하였다.
이 사고로 인해 주위 누구도 대피하지 않았지만, 우유의 경우엔 위험할 정도로 오염되어, 1달 내내 500 제곱킬로미터 내의 우유가 1000배로 희석된 후 아일랜드 해에 버려졌다.

### 회수 작업
원자로 자체는 회수 처리하지 않았다. 가능한 연료봉은 제거되었으며, 생물학적 방호벽은 봉인되었으며 계속 유지되었다. 약 6700개의 연료 카트리지와 더불어 1700개의 동위원소 카트리지가 있는 것으로 추산된다. 화재로 인한 원자로는 아직도 진행되고 있는 방사선 동위원소 작용으로 인해 여전히 따뜻한 상태이다. 윈드스케일 파일 2는 손상을 입진 않았지만, 사용하기에 너무 위험하다고 판단하여 가동을 중단하였다. 그리고 그 이후 공기 냉각형 원자로는 만들어지지 않았다.

### 조사 위원회
이 사건에 대한 조사 위원회가 1957년 10월 17일부터 25일까지 윌리엄 페니경의 주최로 열렀다. 이 사건에 대한 보고서(페니 리포트)는 영국 원자력 공사의 인가를 받았으며, 의회에서 정부 백서로 1957년 11월 인가된다. 이 리포트는 영국의 공문서 보관소에서 1988년 기밀해제되고, 기존 녹음 대사본을 개정한 대사본이 공개되었다.
페니는 10월 26일 보고서를 작성하였으며, 이는 불이 난후 16일 후였다. 그리고 4가지 결론에 도달하게 된다:
- 사건의 주요 원인은 10월 8일 두 번째 원자로 가열에 있었으며, 이는 너무 빨랐다.
- 사고에 대처한 것에 대해선 "신속하고 효율적이면서 관련한 사람들이 자신의 일에 헌신하였다"고 봤다.
- 사고 결과에 대해서는 "공중이나 윈드스케일 작업자에 대한 즉각적인 피해는 보이지 않았다"고 적었다. 그러나, 리포트에서는 기술 및 조직의 결함에 대해서는 매우 비판적이었다.
- 조직을 바꾸고, 건강과 안전에 대한 더 명확한 책임, 그리고 방사선량의 한게에 대한 더 자세한 기술적 평가가 필요하다라고 작성했다.

윈드스케일 부지는 제염 되었으며, 아직도 사용 중이다. 부지 중 일부는 셀라필드 원자력 단지로 이름을 바꾼 후 영국핵연료공사에 이전되었으나, 현재 셀라필드의 주요 업무는 원자로 폐로 공사이다.

## 다른 사고들과 비교
윈드스케일 화재 사고의 방사능 양은 체르노빌 사고로 인해 최악은 피했지만, 보통 이 화재는 여전히 1979년 발생한 스리마일섬 원자력 발전소 사고가 날때까지 최악의 원자력 사고로 꼽힌다. 역학적으로는 스리마일섬 원자력 발전소 사고에서는 한 명의 암 환자도 발생하지 않았고, 이 사고도 즉각적인 암 환자는 한 명 이상이 아닌 것으로 추정하고 있으며, 체르노빌의 경우 바로 사상자가 발생했다.
또한 스리마일섬과 체르노빌, 후쿠시마의 경우 상업용 원자로였지만, 윈드스케일의 경우 순수한 군사목적의 원자로였다.
다른 군사용 원자로 사고의 경우에는 여러 명의 사상자를 냈는데, 아이다호에 있던 SL-1의 경우 3명의 운전원이 죽었으며, 1946년 로스 앨러모스 국립 연구소에선 루이스 슬로틴이 임계사고로 사망하는 일이 발생하였다.
윈드스케일 사고는 키시팀 사고와 동시기에 일어났지만, 키시팀 사고의 경우 냉전 전까지 대중들에게 알려지지 않았다.

## 추가 문헌
- 'The Windscale reactor accident--50 years on' R. Wakeford. Journal of Radiological Protection 2007 Sep vol. 27(3) pp211-5. Epub Aug 29,2007
- "Windscale fallout blew right across Europe", Rob Edwards. New Scientist, October 6, 2007.
- Windscale, 1957: Anatomy of a Nuclear Accident, Lorna Arnold. New York : St. Martin's Press 1992
- "Chernobyl: worst but not first", Walter C. Patterson. Bulletin of the Atomic Scientists, August/September 1986.
- 'Secrets of the Windscale fire revealed', F. Pearce. New Scientist vol 99 29 September 1983 p. 911[깨진 링크(과거 내용 찾기)]
- 'Windscale; increased cancer incidence alleged', T. Beardsley. Nature vol 306 Issue 5938 Nov 3 1983 p. 5
- "Accident at Windscale No.1 Pile on 10 October 1957". Cmnd. 302. (H.M.S.O., 1958).
- "Accident at Windscale: World's First Atomic Alarm", Hartley Howe. Popular Science, October 1958, Vol. 173, No. 4.
- "An Assessment of the Radiological Impact of the Windscale Reactor Fire", M.J. Crick, G.S. Linsley. NRPB Reports, Oct. 1957, Nov. 1982.
- An airborne radiometric survey of the Windscale area, October 19–22nd, 1957. A.E.R.E. reports, no. R2890. (Atomic Energy Research Establishment).
- The deposition of strontium 89 and strontium 90 on agricultural land and their entry into milk after the reactor accident at Windscale in October, 1957. A.H.S.B. (United Kingdom Atomic Energy Authority).
- 'Accident at Windscale' British Medical Journal 16 Nov 1957;2 (5054) pp 1166-8.